# Flavius Saturninus
Pour les articles homonymes, voir Saturninus.
Flavius Saturninus, décédé après 400 apr. J.-C., est un général de l'Empire romain.
Nommé commandant de la cavalerie romaine en Thrace en 377, Saturninus joue un rôle majeur dans la conduite des opérations de l'armée romaine durant la guerre des Goths de 377-382.   
Après l'accession au pouvoir de l'empereur Théodose, Saturninus est chargé par celui-ci de négocier la fin des hostilités avec les Goths. Après la conclusion d'un traité de paix en octobre 382, Saturninus est nommé consul en 383 en récompense de ses services. Sous le règne d'Arcadius, il tombe en disgrâce à la cour de l'Empire romain d'Orient et est exilé par le maître des milices Gaïnas en 400.  

## Biographie

### Un militaire de carrière chrétien?
Peu de détails nous sont parvenus sur la biographie de Saturninus. Il commence sa carrière sous le règne de l'empereur Constance II. Après l'arrivée au pouvoir de Julien en 361, il subit une disgrâce, comme tous les anciens collaborateurs proches de Constance.
À travers sa correspondance avec Grégoire de Nazianze, il apparaît que Saturninus était probablement chrétien. Militaire de carrière, il accueillit dans sa maison d'Antioche l'évêque Abramios de Batnas en 373. En 382, Grégoire de Nazianze lui demande dans une lettre de veiller à la paix de l'Église après la tenue du concile de Constantinople l'année précédente.

### Commandant romain durant la guerre des Goths

#### Commandant de la cavalerie
Saturninus est en poste sur la frontière orientale de l'Empire avec l'essentiel de l'armée romaine d'Orient lorsqu'éclate la guerre des Goths en 377. Après la bataille des Saules en septembre 377, marquée par de lourdes pertes du côté romain et par une issue indécise du point de vue stratégique, l'empereur Valens le nomme commandant temporaire de la cavalerie en remplacement du général Richomer, et l'envoie en Thrace à la tête d'une unité de cavaliers pour soutenir le commandant de l'infanterie Trajan,.
Faisant face à des troupes de goths dispersées dans la campagne, Saturninus et Trajan adoptent une nouvelle stratégie. En bloquant les cols des monts Hémus grâce à une ligne de fortification renforcée par des fédérés sarrasins, les deux généraux cherchent à bloquer l'avancée de l'armée gothique vers le Sud, en les cantonnant dans une zone comprise entre le Danube et le Nord des Balkans. De la sorte, les deux commandants romains espèrent pousser les Goths à livrer une bataille rangée ou à les contraindre à l'attrition durant la saison hivernale. Ammien Marcellin juge que cette tactique se révéla efficace et permis de repousser les attaques des Goths.
Les Goths refusent cependant d'engager la bataille et reçoivent à l'automne le renfort de guerriers huns et alains en quête de pillage. Saturninus, réalisant qu'il ne peut tenir ses positions plus longtemps en raison de l'infériorité numérique de son armée, abandonne les cols des monts Hémus et se retire. Durant l'hiver et le printemps suivants, les opérations militaires romaines sont  placées sous le commandement de Sébastien, nommé maître de l'infanterie en remplacement de Trajan.

#### Négociateur du traité de paix de 382
Saturninus participe à la bataille d'Andrinople le 9 août 378 et fait partie des quelques généraux survivants. À la suite de ce désastre militaire pour l'armée romaine, qui a coûté la vie à l'empereur Valens, il paraît vraisemblable que Saturninus ait apporté son soutien à la désignation de Théodose comme nouvel empereur d'Orient par l'empereur Gratien à Sirmium en janvier 389.
En 382 Saturninus est commandant de l'armée romaine en Thrace (Magister militum per Thracias). Si les armées romaines ont réussi depuis la bataille d'Andrinople à rétablir la situation militaires dans les Balkans et à contenir l'avancée des Goths, les Romains échouent néanmoins à vaincre l'armée gothique de manière décisive. Théodose confie à Saturninus la responsabilité de négocier la paix avec les Goths. Le 3 octobre 382, il signe un traité leur accordant de vivre dans le Bas Danube en tant que fédérés.

### Consul
La réussite de ces négociations garantit à Saturninus la faveur impériale. Il est nommé consul pour l'année 383 aux côtés de Flavius Merobaudes.
Son ami et protégé Thémistios lui dédie un panégyrique à cette occasion, qu'il prononce le 1er janvier 383 devant l'empereur Théodose et sa cour,.

### Disgrâce
En 400, Saturninus servait sous l'empereur romain d'Orient Arcadius, quand le magister militum Gainas, son ennemi personnel à la cour, le déposa et l'exila.